# ワイン・カントリー (映画)
『ワイン・カントリー』（原題:Wine Country）は2019年に配信されたアメリカ合衆国のコメディ映画である。監督・主演はエイミー・ポーラーが務めた。なお、本作はポーラーの映画監督デビュー作である。

## 概略
レベッカの50歳の誕生日を祝して、長年の友人たちはワインの名産地として知られるナパに集うこととなった。一行は極上のワインを堪能していたが、アルコールが回って行くにつれて、積年の鬱憤が愚痴となって噴出するのだった。

## キャスト
※括弧内は吹き替え声優
- エイミー・ポーラー - アビー（魏涼子）
- マーヤ・ルドルフ - ナオミ（山崎美貴）
- レイチェル・ドラッチ - レベッカ（安達忍）
- アナ・ガステヤー - キャサリン（浅野まゆみ）
- ポーラ・ペル - ヴァル（石塚理恵）
- ティナ・フェイ - タミー（林真里花）
- エミリー・スパイヴィー - ジェニー（吉川亜紀子）
- ジェイソン・シュワルツマン - デヴォン
- マヤ・アースキン - ジェイド
- チェリー・ジョーンズ - ミス・サンシャイン
- ジェイ・ラーソン - ブライアン
- リズ・カッコウスキー - リサ
- グレッグ・ポーラー - 医者
- スニータ・マニ - ドリー

## 製作・マーケティング
2018年3月20日、エイミー・ポーラーがNetflix製作の新作コメディ映画で映画監督デビューを果たすと報じられた。その際、レイチェル・ドラッチ、アナ・ガステヤー、マーヤ・ルドルフ、ティナ・フェイ、エミリー・スパイヴィー、ポーラー本人が出演するとも報じられた。28日、マヤ・アースキンがキャスト入りした。29日、ジェイソン・シュワルツマンとチェリー・ジョーンズの出演が決まったとの報道があった。
本作の主要撮影は2018年3月22日にロサンゼルスで始まり、同年6月上旬に終了した。
2019年4月11日、本作のオフィシャル・トレイラーが公開された。

## 評価
本作は批評家から好意的に評価されている。映画批評集積サイトのRotten Tomatoesには34件のレビューがあり、批評家支持率は65%、平均点は10点満点で5.51点となっている。サイト側による批評家の見解の要約は「ファンがキャスト一覧を見たとき、『ワイン・カントリー』はとても面白い作品に違いないと思うだろうが、想像していたほど中身のしっかりした作品ではない。しかし、同作には心地よい軽妙さがあり、結末も塩梅の良いものとなっている。」となっている。また、Metacriticには18件のレビューがあり、加重平均値は58/100となっている。